# Love Melander
Björn Love Evert Melander, född den 28 april 1964, är en svensk underhållare och illusionist som vunnit Nordiska mästerskapen för magiker fyra gånger.[källa behövs]
Han var även TV4:s val som expertprogramledare för TV-programmet "Magiskt".